# Orkuveita Reykjavíkur
Orkuveita Reykjavíkur (aussi appelé Reykjavik Energy) est une entreprise islandaise spécialisée dans la distribution et la production d'eau, d'énergie et de chauffage. La compagnie gère aussi un réseau d'égout et la gestion des déchets. Elle opère dans 20 municipalités du sud-ouest de l'Islande, représentant 210 000 personnes, soit environ 70 % de la population du pays. Orkuveita Reykjavíkur est détenue par la ville de Reykjavik (93,5 %), ainsi que les municipalités d'Akranes (5,5 %) et de Borgarbyggð (1 %).

## Histoire
L'entreprise a été fondée le 1er janvier 1999, de la fusion des entreprises Rafmagnsveitu Reykjavíkur (établie en 1921) et Hitaveitu Reykjavíkur (établie en 1946). En 2000, Vatnsveita Reykjavíkur (établie en 1909) fusionne à son tour avec Orkuveita Reykjavíkur.

## Centrales électriques
L'entreprise détient et opère les centrales géothermiques de Hellisheiði et Nesjavellir, toutes deux situées près du volcan Hengill, qui sont les plus importantes centrales géothermiques du pays. Ces deux centrales produisent à la fois de l'électricité et de l'eau chaude pour le chauffage. Orkuveita Reykjavíkur possède aussi les centrales hydroélectriques de Andakílsá et Elliðaárdalur.
Enfin, l'entreprise achète à Landsvirkjun (la compagnie nationale d'électricité) le reste de l'électricité qu'elle distribue.